# 湯地幸平

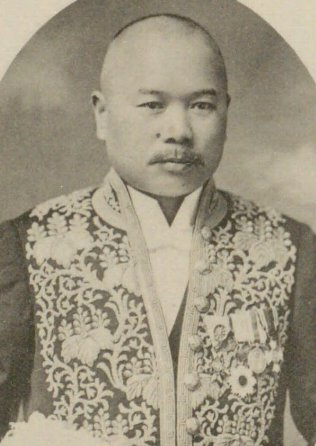
湯地幸平

湯地 幸平（ゆち こうへい、1870年5月2日（明治3年4月2日）- 1931年（昭和6年）8月10日）は、日本の文部・内務官僚、政治家。福井県知事、貴族院議員。

## 経歴
日向国出身。湯地貞吉の長男として生まれる。東京師範学校、日本法律学校を経て、1902年、明治法律学校を卒業。同年11月、文官高等試験行政科試験に合格。文部省に入り普通学務局属となる。
以後、茨城県視学官、同県第二部長、鹿児島県事務官・第四部長、福岡県事務官、三重県内務部長、警視庁警視、同官房主事、愛知県内務部長などを歴任。
1915年12月、台湾総督府警視総長に就任。1919年4月、福井県知事に転じ、敦賀港改修計画を推進した。1921年5月、内務省警保局長に就任。1922年6月まで在任し退官した。同年同月6日、貴族院勅選議員に任じられ、研究会に属し死去するまで在任した。墓所は豪徳寺。
その他、帝都教育会副会長などを務めた。